# Царскосельский уезд
Царскосе́льский уе́зд — административно-территориальная единица в Санкт-Петербургской (Петроградской) губернии Российской империи и РСФСР, существовавшая в 1780—1923 годах. Уездный город — Царское Село.

## Географическое положение
Царскосельский уезд располагался в центральной части губернии и граничил с Шлиссельбургским уездом на северо-востоке, Ямбургским и Петергофским на западе, Лужским на юге и с Новгородской губернией на востоке. Площадь уезда в 1897 году составляла 3781,8 вёрст² (4304 км²).

### Современное положение
На данный момент территория бывшего уезда входит в состав двух субъектов Российской Федерации: город Санкт-Петербург (Пушкинский район, Красное Село, Колпино) и Ленинградскую область (районы — Гатчинский, Волосовский, часть Тосненского).

## История
До создания губернской системы данная территория была частью Водской пятины Новгородской земли и Шведской Ингерманландии и была в основном заселена финно-угорскими племенами водь и ижора. (Крупная доля финно-угорских народов среди населения уезда наблюдалась и в начале XX века.)

### В составе Российской империи
1 января 1780 года по указу Екатерины II в составе Санкт-Петербургской губернии из части бывшего Копорского уезда был образован Софийский уезд с центром в городе София.
В 1796 году в состав уезда вошла территория упраздненного Рождественского уезда.
Именным указом от 29 августа (10 сентября) 1808 года город София и Царское Село объединились в один населённый пункт, с присвоением ему наименования Царское Село. В связи с этим Софийский уезд был переименован в Царскосельский.
Серьёзную роль в жизни и развитии уезда играло наличие в нём императорских резиденций (в Павловске, Гатчине и Царском Селе). Так, в 1836 году была построена первая в России и шестая в мире — Царскосельская железная дорога, а Царское Село стало первым полностью электрифицированным городом в Европе.

### При советской власти
До Октябрьской революции 1917 года в состав уезда входили город Царское Село, заштатные города: Павловск, Гатчина, Красное Село, Колпино 15 волостей. В 1917—1918 годах в уезде было образовано 11 новых волостей: Вениокская (центр — г. Павловск), Вохоновская (центр — ст. Елизаветино), Вырицкая (центр — пос. Вырица), Ингеринская (центр — д. Войскорово), Калитинская (центр — д. Калитино), Красноборская (центр — станция Поповка), Московско-Славянская (центр — с. Московская Славянка), Ново-Петровская (центр — д. Ново-Петровская), Саблинская (центр — пос. Саблино), Сиверская (центр пос. Сиверская), Тярлевская вол. (центр — дер. Тярлево).
После переименования Царского Села в Детское Село 20 ноября 1918 года, уезд получил название Детскосе́льский.
28 января 1919 года Сиверская волость ликвидирована, присоединена к Рождественской. В конце 1919 года Покровская и Вениокская волости были объединены в Покровско- Вениокскую (или Покровскую) волость. 31 июля 1920 года в результате объединения вместо существующих 24 волостей в уезде осталось 16 волостей, из Лужского уезда включена Глебовская волость.
14 февраля 1923 года состоялось объединение Детскосельского и Петергофского уездов в единый Троцкий уезд.

## Административное деление
В 1890 году в состав уезда входило 15 волостей
| № п/п | Волость         | Волостное правление    | Число селений | Население |
| ----- | --------------- | ---------------------- | ------------- | --------- |
| 1     | Гатчинская      | сл. Александровск      | 83            | 8302      |
| 2     | Дудергофская    | ус. Образцовая Усадьба | 49            | 5676      |
| 3     | Ижорская        | с. Ям                  | 20            | 4892      |
| 4     | Колпинская      | кол. Верхняя           | 2             | 1046      |
| 5     | Кошелевская     | д. Кошелево            | 22            | 4356      |
| 6     | Красносельская  | с. Красное Село        | 7             | 2528      |
| 7     | Лисинская       | д. Неникюль            | 41            | 4895      |
| 8     | Мозинская       | д. Романово            | 39            | 4470      |
| 9     | Покровская      | сл. Покровская         | 20            | 4536      |
| 10    | Пулковская      | с. Пулково             | 22            | 7345      |
| 11    | Рождественская  | д. Выра                | 35            | 8632      |
| 12    | Сосницкая       | д. Сосницы             | 27            | 4918      |
| 13    | Староскворицкая | д. Скворицы            | 78            | 4365      |
| 14    | Тосненская      | сл. Тосно              | 5             | 2843      |
| 15    | Фёдоровская     | сл. Фёдоровская        | 6             | 1593      |

В 1913 году в состав уезда входило также 15 волостей.
В 1923 году в состав Детскосельского уезда входило 17 волостей:
- Вохоновская — ст. Елизаветино
- Вырицкая — пос. Вырица
- Гатчинская — г. Гатчина
- Глебовская — д. Нестерково
- Дудергофская — пос. Дудергоф
- Ижорская — ст. Поповка
- Калитинская — д. Калитино
- Красносельская — гор. Красный
- Лисинская — д. Лисино-Корпус
- Мозинская — д. Романовка
- Покровско-Вениокская — с. Покровская
- Рождественская — ст. Сиверская
- Слуцкая — гор. Слуцк
- Сосницкая — д. Сосницы
- Староскворицкая — д. Скворицы
- Тосненская — п. Тосно

## Население
По данным переписи П. И. Кёппена 1848 года в Царскосельском уезде проживали: ижора — 367 чел., эвремейсы — 7222 чел., савакоты — 19 795 чел., немцы — 1530 чел., цыгане — 10 чел. Всего 28 924 человека национальных меньшинств, русское население данной переписью не учитывалось.
По данным переписи 1897 года в уезде проживало 149 845 чел. В том числе русские — 65,5 %, финны (финляндские и ингерманландские) — 25,7 %, эстонцы — 2,5 %. Старообрядцев — 1461 человек. В Царском Селе проживали 22 480 человек, в заштатных городах Гатчине и Павловске — 14 824 и 5113 человек соответственно.